# تولازولين
تولازولين (بالإنجليزية: Tolazoline)‏ هو مناهض لمستقبلات ألفا الأدرينالية غير انتقائية. وهو عبارة عن موسع للأوعية يستخدم لعلاج تشنجات الأوعية الدموية الطرفية. كما تم استخدامه (بالاقتران مع نتروبروسيد الصوديوم) بنجاح كمضاد لعكس تضيق الأوعية المحيطية الشديد الذي يمكن أن يحدث نتيجة للجرعة الزائدة مع بعض الأدوية الناهضة لـ مستقبل 5-HT2A.
ومع ذلك، فهو الأكثر شيوعًا في الطب البيطري لعكس التخدير الناجم عن الزيلازين.